# Plagiochila ovalifolia
Plagiochila ovalifolia là một loài rêu trong họ Plagiochilaceae. Loài này được Mitt. mô tả khoa học đầu tiên năm 1891.